# Stuckateureisen

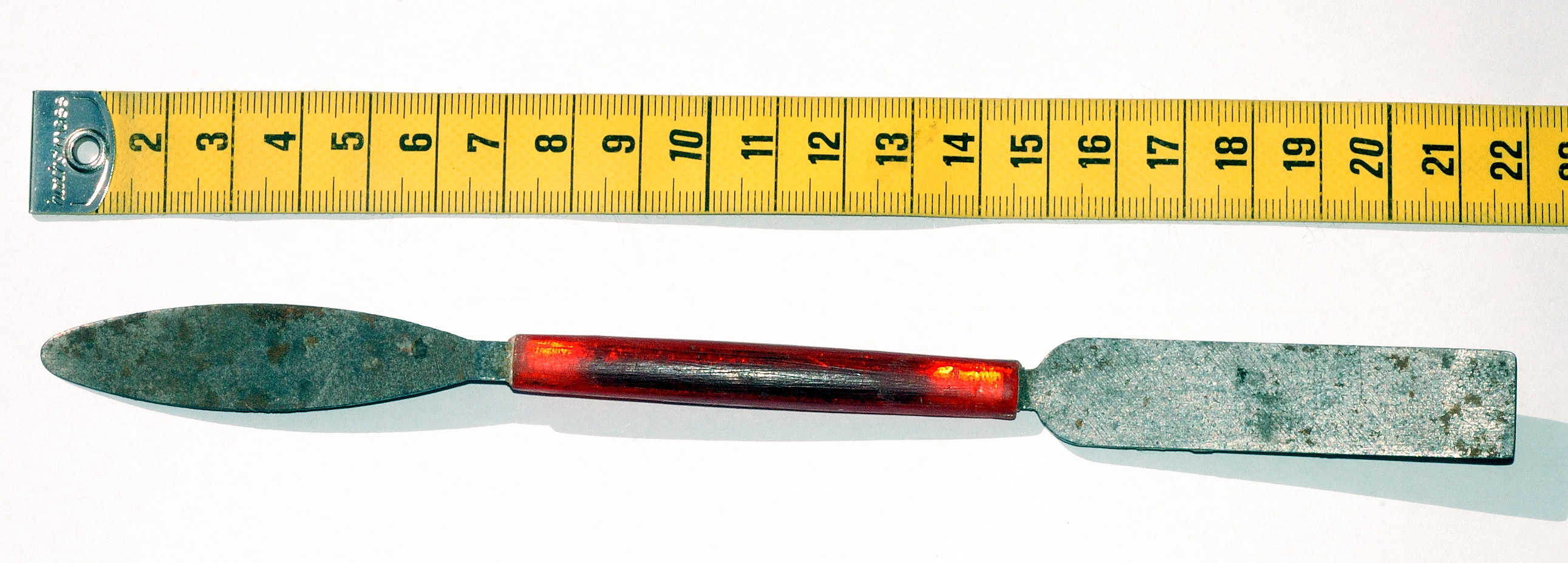
Stuckateureisen mittlerer Größe mit starken Gebrauchsspuren

Das Stuckateureisen, Gipsereisen oder Poussiereisen ist ein  Stuckateur-Werkzeug zum filigranen Modellieren von Stuckaturen. 
Es ähnelt einem Spatel und hat unterschiedliche Formen, die gerade, glatt, aufgeworfen, rund oder hohl sein können. Besonders im Barock und Rokoko gab es eine große Formenvielfalt. Der Stuckateur glättet, höhlt aus, schneidet oder wirft damit den am Unterputz oder Putzträger aufgetragenen Stuckmörtel (Gips oder Kalkmörtel) in die gewünschte Form.
Häufig werden zwei verschieden geformter Spatel bzw. Spachtel zu einem Werkzeug kombiniert.
Stuckateureisen ähneln Malmessern, die aber eine flexiblere Klinge besitzen.

## Andere Anwendungen
Stuckateureisen werden auch eingesetzt zum
- Verschließen von Macken, Vertiefungen und Bohrlöchern mit Spachtelmasse oder Kitt
- Reinigen von Stuck- und Holzprofilen, Reliefen und anderen strukturierten Oberflächen von Farbschichten und Verschmutzungen
- Herausarbeiten bei Grabungen und dem anschließenden Reinigen und Präparieren von Fundstücken in der Archäologie

Auch schmale Maurerkellen, die als Fugenkelle bzw. Fugenspachtel verwendet werden, haben eine ähnliche Form, besitzen jedoch in der Regel stärker gekröpfte Griffe und sind insgesamt robuster ausgebildet.